# إيلي كارتن
إيلي كارتن (بالفرنسية: Élie Cartan) هو عالم رياضيات فرنسي.

## روابط خارجية
- إيلي كارتن على موقع الموسوعة البريطانية (الإنجليزية)
- إيلي كارتن على موقع إن إن دي بي (الإنجليزية)